# 竹売

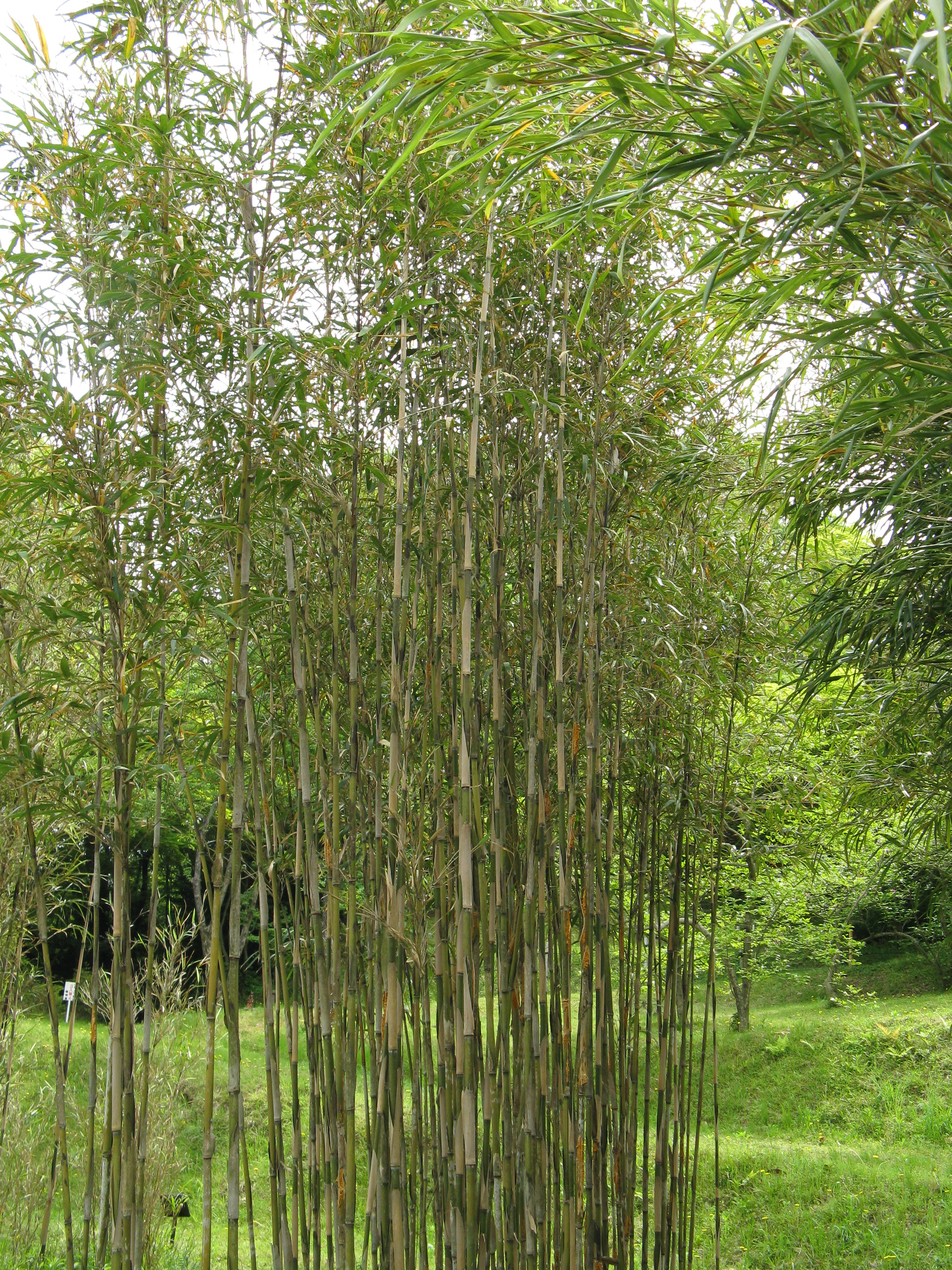
篠竹（メダケ）。

竹売（たけうり）は、中世（12世紀 - 16世紀）期に存在した日本の行商人である。なかでも、山科家を本所とし竹を貢納および販売する者、およびその身分を竹供御人（たけくごにん）といい、同家に属した散所にあって竹を販売する者を竹売散所者・竹うり散所者（たけうりさんじょもの）という。江戸時代（17世紀 - 19世紀）に、切った篠竹（メダケ）を行商した者も「竹売」と呼んだ。

## 略歴・概要
室町時代（14世紀 - 16世紀）、当時の経済流通・交通の変化・発展を受け、農民が自ら伐採した竹を売る「竹売」に進出する例もあったが、京都においては、山城国宇治郡山科荘（現在の京都市山科区）の山科家を本所とした「竹供御人」が、供御人として朝廷に竹を貢納し、独占的に販売していた。山科家の「竹供御人」は、
- 紀伊郡深草（現在の京都市伏見区深草）
- 宇治郡木幡（現在の京都府宇治市木幡）

の2か所に存在した。1481年（文明13年）には、深草と木幡の「竹供御人」どうしがその利権を争い、結果的には「伏見ハひさしき供御人、小幡ハちかし」（「伏見の深草は古来の供御人であり、木幡は最近のものである」の意）と判定された記録が残っている。このほか「山科散所」の者たちも、竹うり散所者（竹売散所者）として、「竹売」を行った。当時、掃部助・大沢重有が差配していた、この「竹売散所」の所在地は不明である。同時期、15世紀末の1494年（明応3年）に編纂された『三十二番職人歌合』には、材木を売る「材木売」とともに「竹売」として紹介されている
江戸時代の江戸（現在の東京都）で、切った篠竹（メダケ）を、「タケヤ」を連呼しながら売り歩いた行商人も、「竹売」と呼ばれていた。江戸での竹の行商は七夕の頃に多く行われ、『絵本江戸風俗往来』にも七夕の竹売りが紹介されている。店を構えた者は「竹屋」と呼ばれた。